# SANAA
Ne doit pas être confondu avec Sanaa, Sana ou Saana.

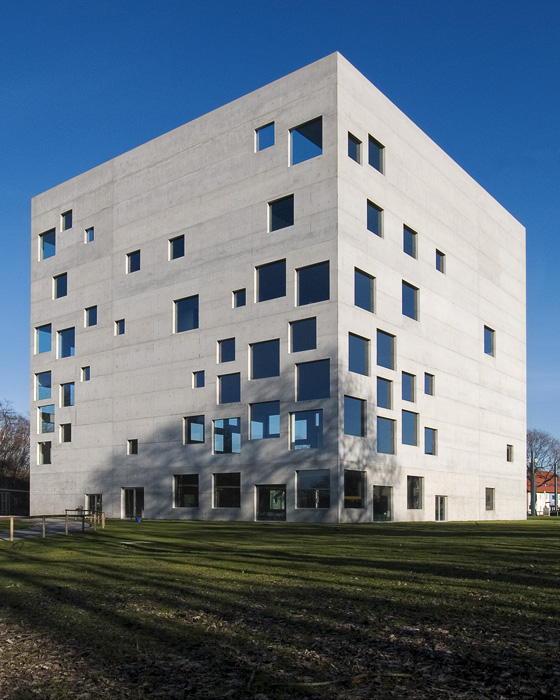
École de Design de Zollverein, à Essen, en Allemagne.

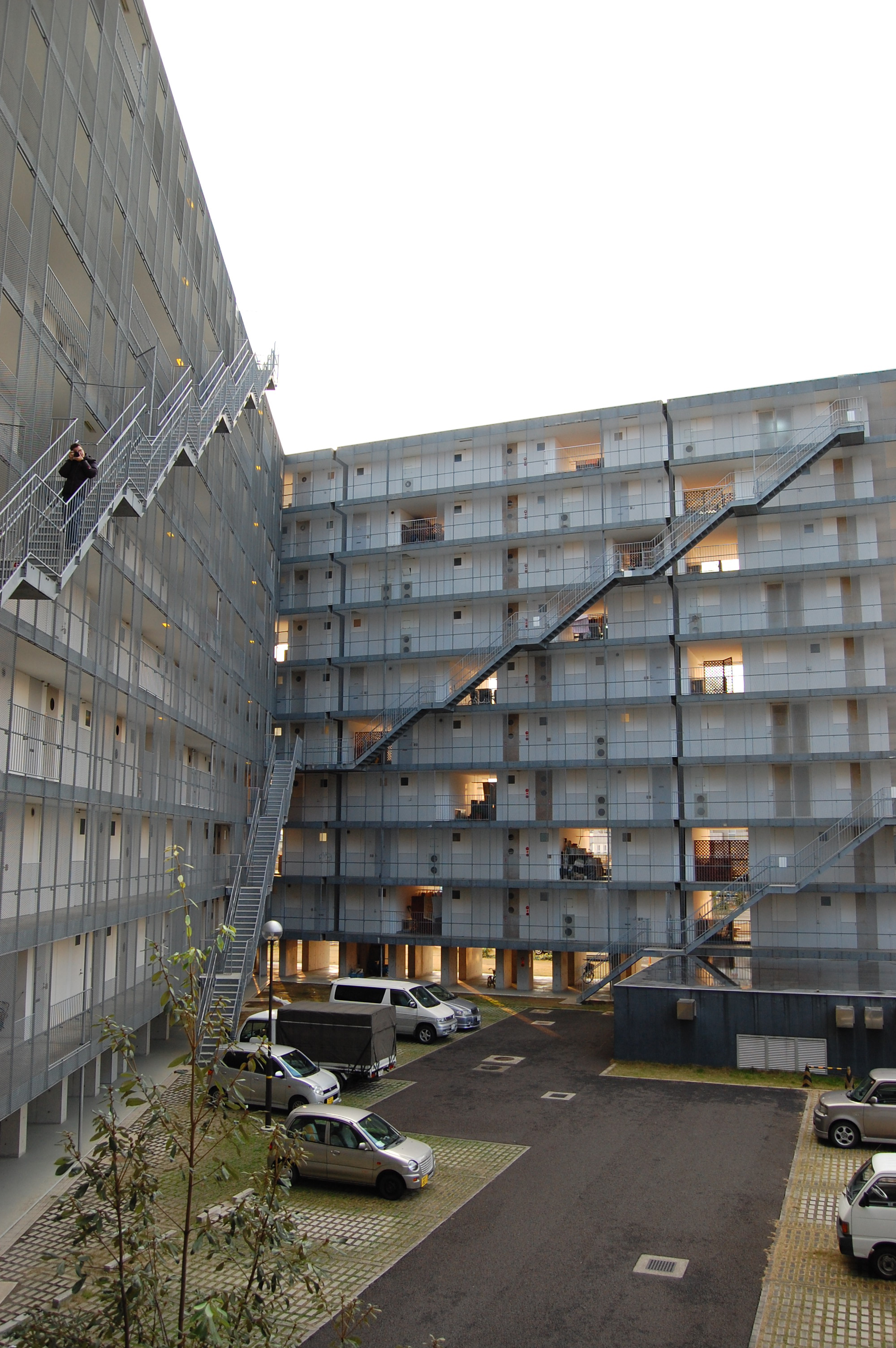
Immeuble d'habitation Motosu Kitagata dans la préfecture de Gifu.

SANAA (Sejima And Nishizawa And Associates) est une agence d'architecture fondée par les Japonais Kazuyo Sejima et Ryūe Nishizawa en 1995. Elle a conçu par exemple l'extension de l'institut d'art moderne de Valence, le musée d'art contemporain de Kanazawa au Japon ou encore l'immeuble Dior de Tokyo.
Les deux architectes continuent de travailler dans leurs agences personnelles. L'agence est aussi chargée de la maîtrise d'œuvre du Louvre-Lens qui a été livré début décembre 2012.
En 2010, Kazuyo Sejima et Ryūe Nishizawa sont lauréats du prix Pritzker. 
Durant l'été 2013, l'agence présente au public dans le cadre du Pavillon de l'Arsenal (à Paris) son projet de rénovation et restructuration de l'ensemble immobilier des magasins de La Samaritaine (situé à Paris 1er). 
En septembre 2024, Kazuyo Sejima et Ryue Nishizawa remportent le prix Charlotte Perriand au titre de l'année 2025 

## Principales réalisations

### Architecturales
- 1998 : Immeubles d'habitations à Motosu (Gifu)[3], qui fait connaître l'agence en Europe
- 1998-2006 : De Kunstlinie Theater & Cultural Center (Almere, Pays-Bas)[4]
- 1999-2004 : 21st Century Museum of Contemporary Art, Kanazawa (Kanazawa, Japon)[5]
- 2003-2007 : Le nouveau bâtiment du New Museum of Contemporary Art (New York, États-Unis)[6]
- 2001-2003 : Magasins Dior à Ginza et Omotesando (Tokyo, Japon)[7]
- 2001-2006 : The Glass Pavilion du Musée d'art de Toledo (Toledo, Ohio)[8]
- 2003 : Issey Miyake Store par Naoki Takizawa (Tokyo, Japon)[9]
- 2003-2005 : École de Design de Zollverein (Essen, Allemagne)[10]
- 2006-2009 : Rolex Learning Center à l'EPFL (Lausanne, Suisse)[11]
- 2009-2012 : Musée Louvre-Lens (Lens, France)
- 2012 : « hall de production » sur la Campus Vitra en Allemagne.
- 2019 : Nouveau Campus SANAA pour l'université Bocconi (Milan, Italie)
- 2021 : façade de verre ondulé de La Samaritaine, rue de Rivoli (Paris)[12].
- 2022: Musée culturel à Sydney[13]

### Design
- 2000 : Le pouf Marumaru pour Driade (Italie)[14]
- 2001 : Flower Chair[15]
- 2005 : Chaise lapin pour Nextmaruni

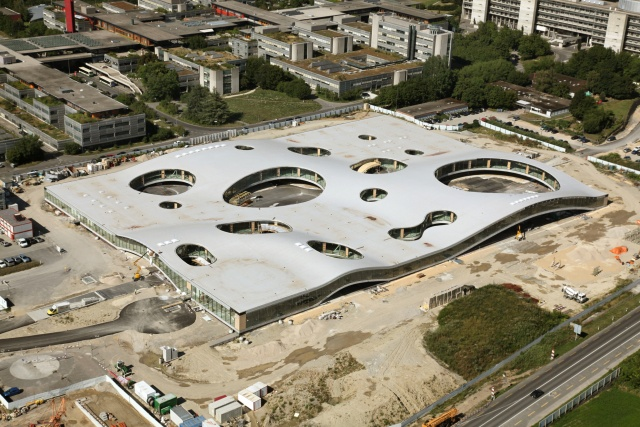
Vue générale du Rolex Learning Center en chantier (juillet 2009).
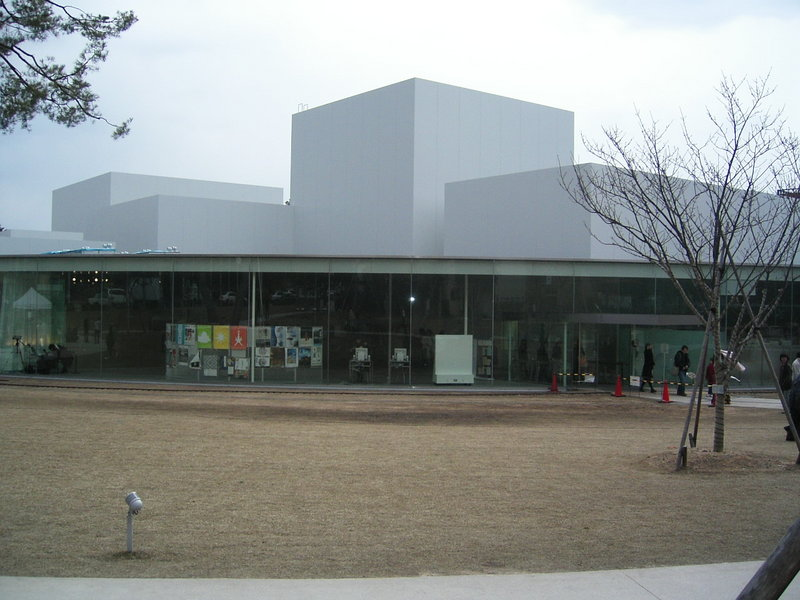
Vue générale du 21st Century Museum of Contemporary Art, Kanazawa.
Musée Louvre-Lens.
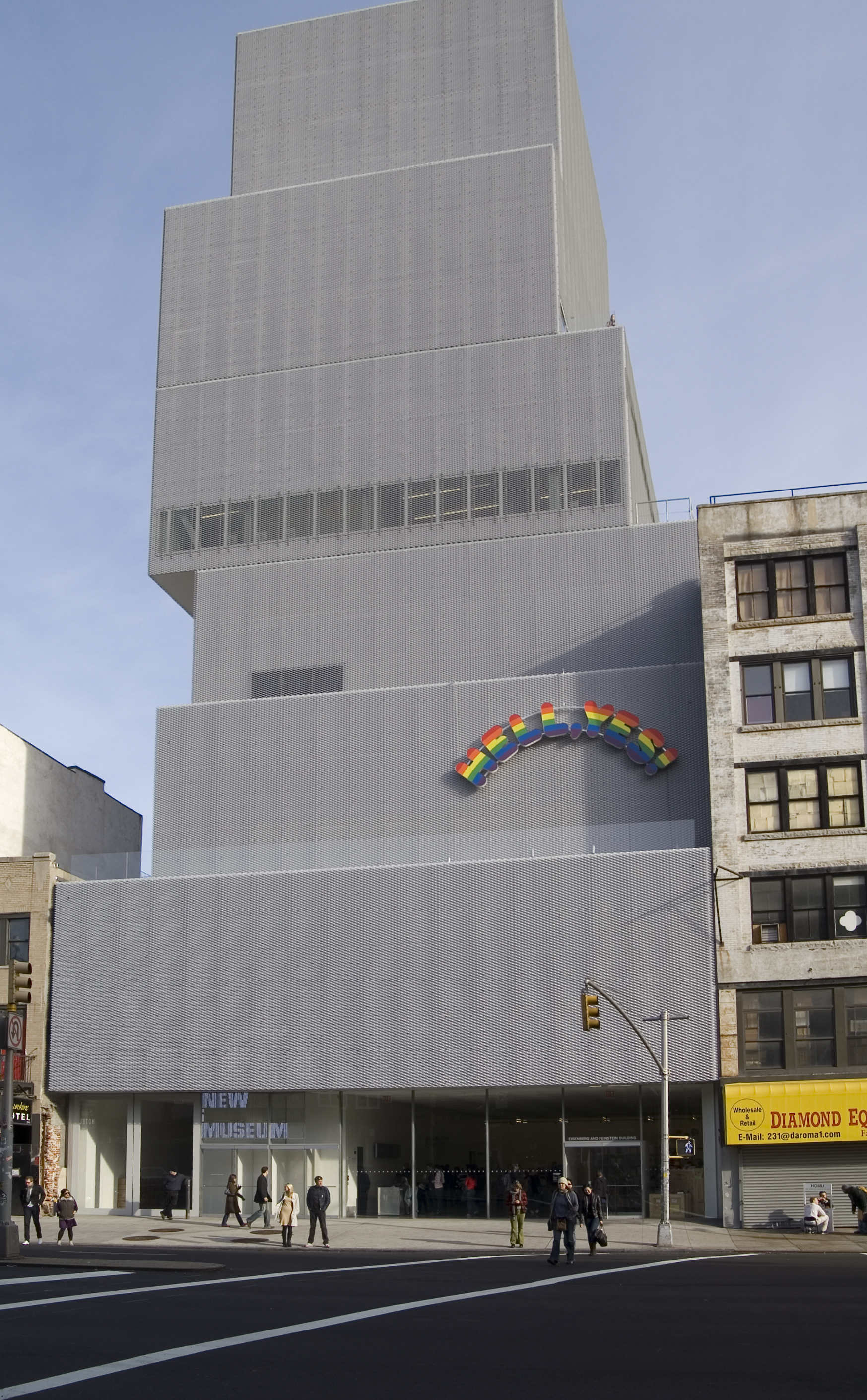
Le nouveau bâtiment du New Museum of Contemporary Art.
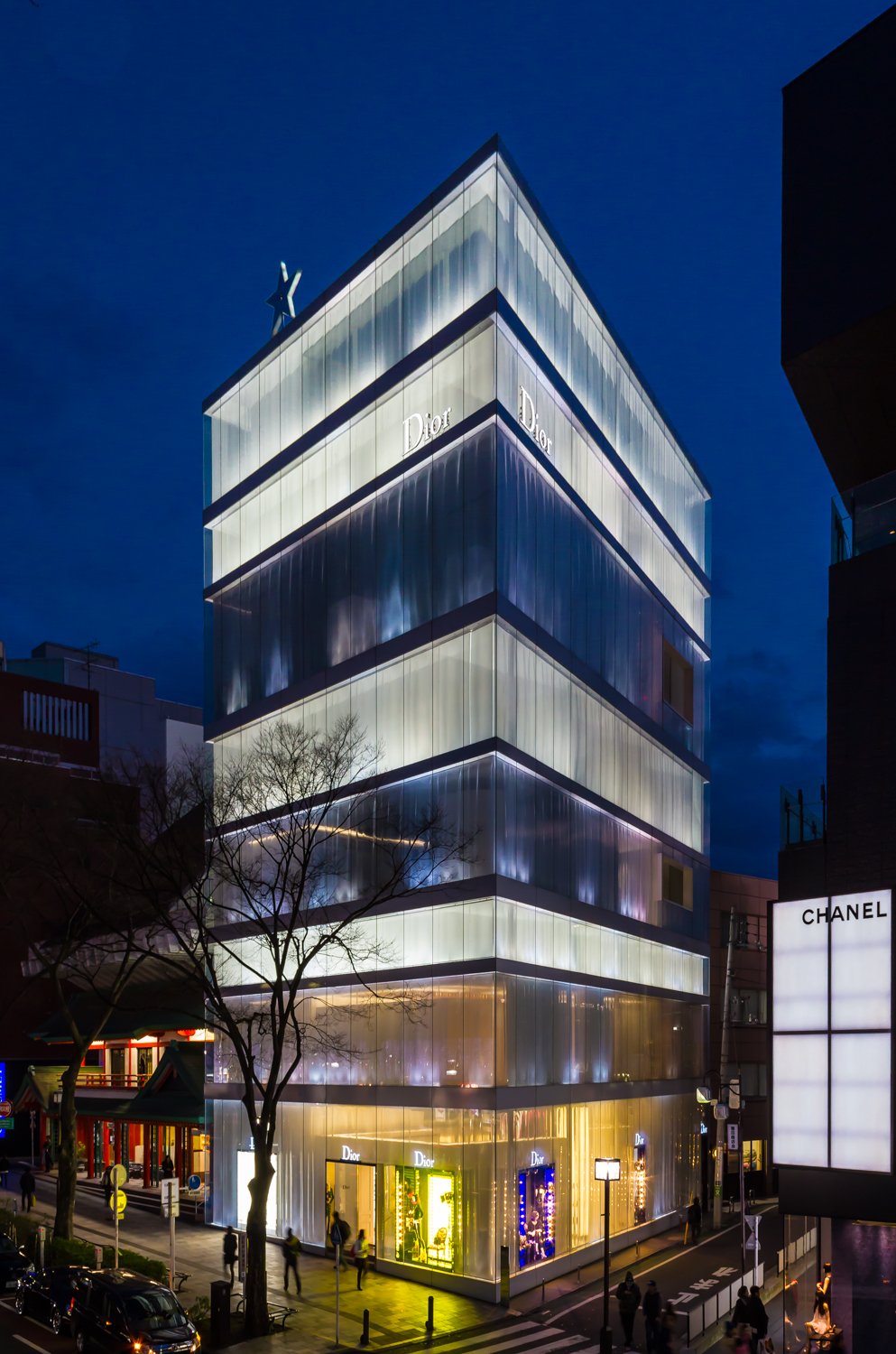
Bâtiment Christian-Dior de Omotesandō.
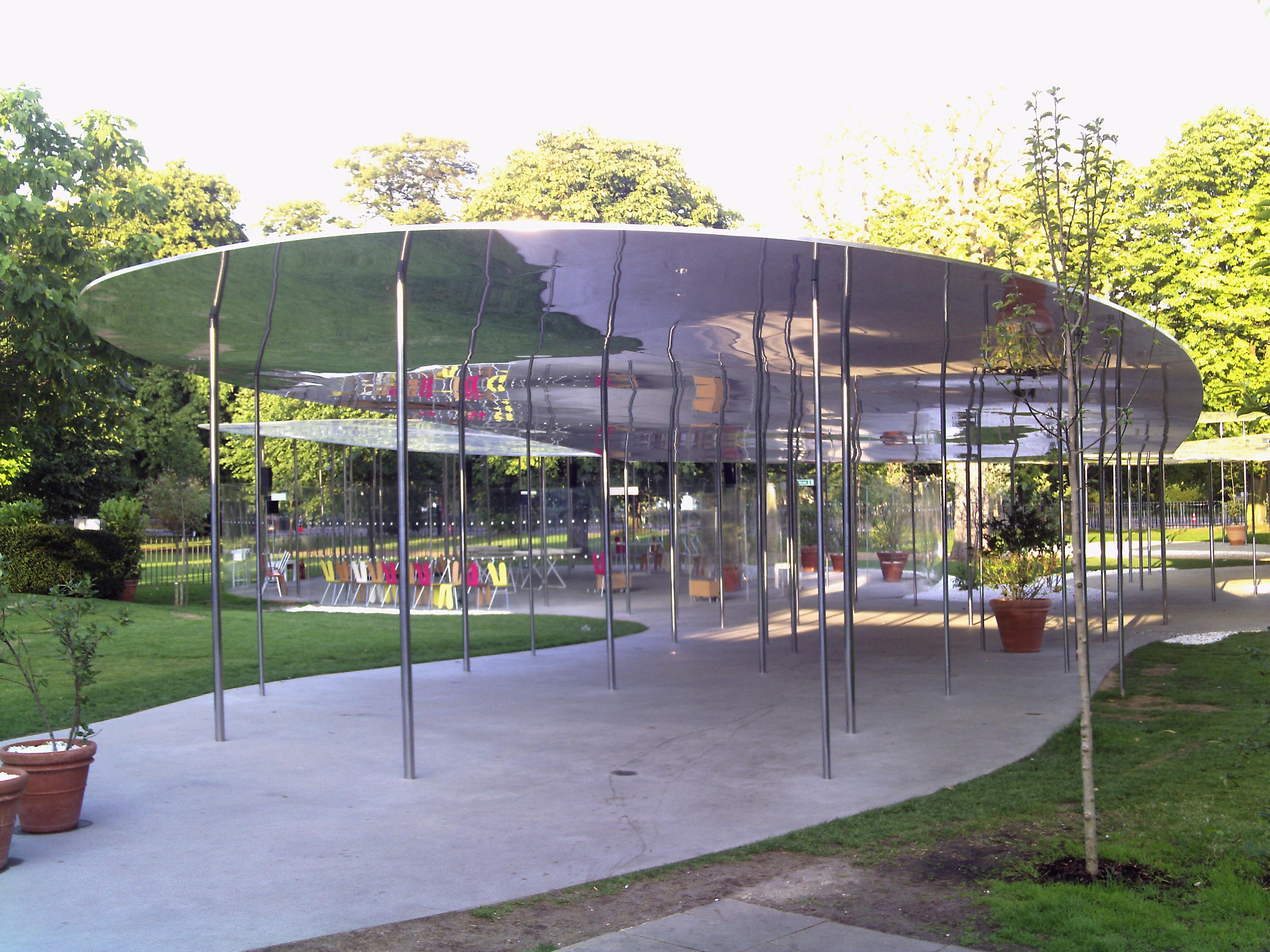
Pavillon de la Serpentine Gallery de 2009.
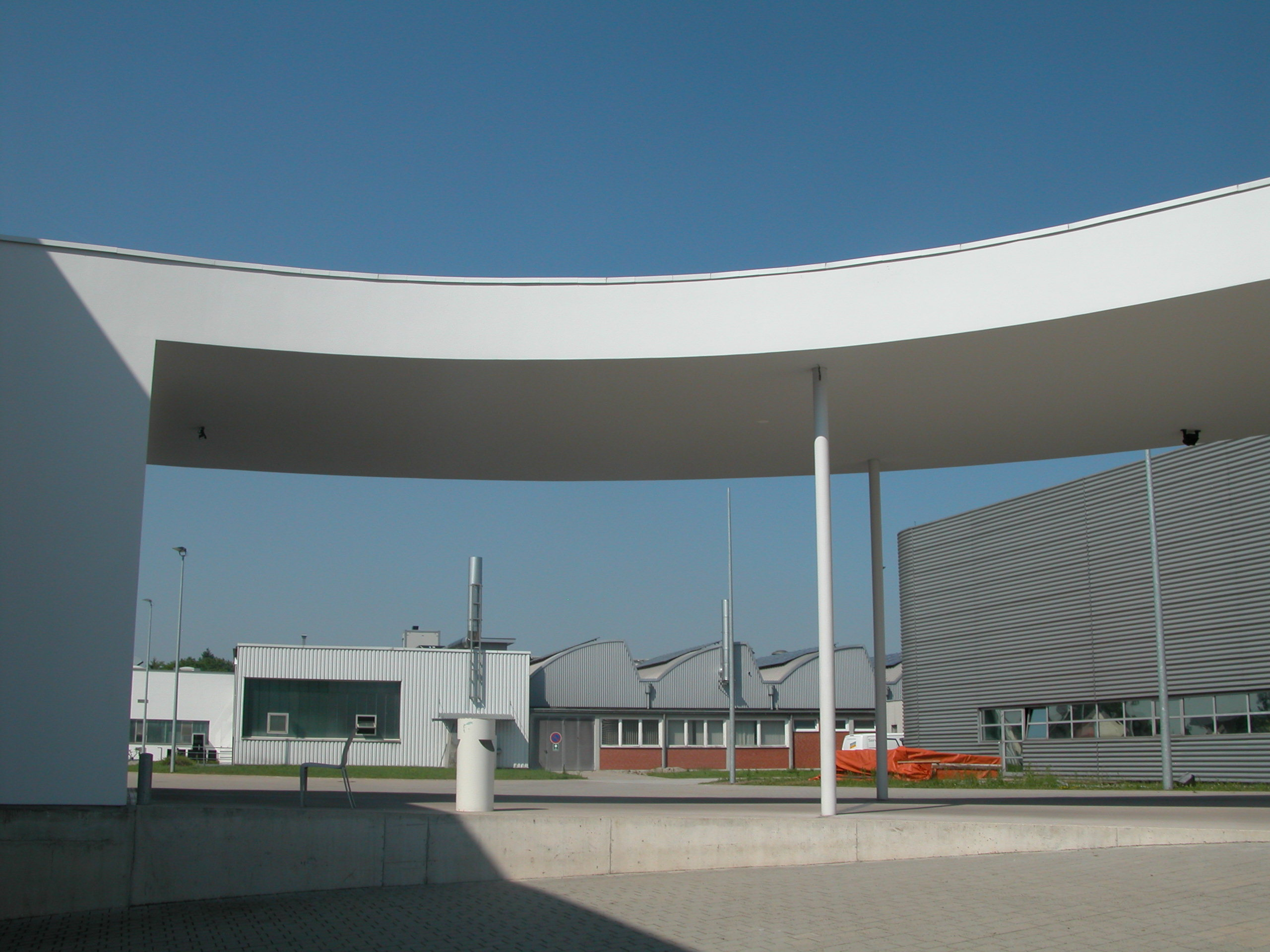
Hall de production et logistique, Campus Vitra.